# Lassan, Vorpommern-Greifswald
Lassan là một thị trấn trong huyện Vorpommern-Greifswald (trước thuộc huyện Ostvorpommern), bang Mecklenburg-Vorpommern, miền bắc nước Đức.
Bản mẫu:Pomerania